# El'brus Tedejev
El'brus Soslanovič Tedejev (in ucraino Ельбрус Сосланович Тедеєв?, in osseto Тедеты Сосланы фырт Эльбрус?, Tedety Soslany fyrt Èl'brus; Nogir, 5 dicembre 1974) ex lottatore e politico, originario della Repubblica Socialista Sovietica Autonoma dell'Ossezia Settentrionale, dal 1993 cittadino ucraino.

## Biografia
È fratello di Dzhambolat Ilyich Tedeyev, anche lui lottatore di caratura internazionale.
Ai Giochi olimpici di Atlanta 1996, ha vinto la medaglia di bronzo nella categoria fino a 62 kg.
È stato campione olimpico nella lotta libera ai Giochi olimpici estivi di Atene 2004 vincendo il torneo della categoria fino a 66 kg.
Dopo il ritiro dall'attività agonistica, si è dedicato alla politica divenendo nel 2006 deputato alla Verchovna Rada, l'organo unicamerale legislativo della Repubblica Ucraina, eletto come indipendente nelle liste del Partito delle Regioni. È stato poi rieletto alle elezioni legislative del 2007 e del 2012.

## Palmarès
- Giochi olimpici

Atlanta 1996: bronzo nella lotta libera categoria fino a 62 kg.
Atene 2004: oro nella lotta libera categoria fino a 66 kg.
- Mondiali

Atlanta 1995: oro nei 62 kg.
Ankara 1999: oro nei 63 kg.
Sofia 2001: bronzo nei 63 kg.
Theran 2002: oro nel 66 kg.